# Eosictis
Eosictis — вимерлий рід хижоподібних ссавців з родини міацид. Скам'янілі рештки єдиного виду знайдено у штаті Юта, у формації річки Дюшен.